# Ortiz (Venezuela)
Ortiz es una ciudad venezolana, capital del municipio homónimo en el noroeste del estado Guárico.
La población de Ortiz comenzó a aparecer en el siglo XVII como un asentamiento de ganaderos españoles, en especial del País Vasco. Ortiz fue capital de Guárico en dos oportunidades.

## Historia
Ortiz es un pueblo de origen colonial. Algunos de sus monumentos históricos, muchos en ruinas, son muestra de ese período.
Su nacimiento fue producto de un proceso sociológico, expansivo y de conquista de nuevos espacios. Surgió a mediados del siglo XVII, a expensas del hato y la actividad agropecuaria que se desarrollaba en los Llanos de Paya, en la Provincia de Caracas. La formación del poblado comenzó a gestarse, entre los años 1653-1660, con el estatus jerárquico de parroquia civil y luego, en los setenta del siglo XVIII, como parroquia eclesiástica con el título de Santa Rosa de Lima. Según Adolfo Salazar Quijada (1994) Ortiz proviene – desde el punto de vista etimológico – de la lengua cántabra (vasca) y que ella significa "lugar donde abundan árgomas" La árgoma (Ulex beaticus) es una planta espinosa, de flores amarillas, conocida también con el nombre de aulaga, cuyas puntas tiernas come el ganado.
En 1687, la región de Ortiz se destacaba como un valle fértil, irrigado por las aguas del río Paya, su principal afluente. Estaba compuesta por tierras realengas y despobladas, bajo la jurisdicción de la Corona Española. Geográficamente, se dividía en cuatro sitios o partidos: Las Cañadas, San Juan de Paya, San Roque de Las Lajas y Santa Rosa de Paya, esta última conocida hoy como Santa Rosa de Lima de Ortiz.
Poco a poco, estos terrenos fueron habitados por ganaderos, vecinos del Cantón de San Sebastián de los Reyes, quienes establecieron sus viviendas en el denominado Valle de Ortiz, tal como lo llamaron los primeros colonos. Castillo Lara (1975) señala que San Sebastián era la cabecera del llano: "... Desde Sebastián se inicia la fundación pobladora con las escasas encomiendas indígenas de esas región piedemontaña y en los hatos y fundaciones ganaderas de sus vecinos, que se acomodan en los contornos y se alargan después a los Llanos de Paya".
Por otra parte, la población de Ortiz -entre otras poblaciones del llano- fue un área tributaria y de sostén de San Sebastián de los Reyes, dedicada a la producción de carne y cuero. Además de la actividad ganadera, pero en menor grado, la agricultura formó parte de su economía: el cultivo de maíz, plátanos, algodón y otros rubros. Su formación social estaba integrada mayoritariamente por colonos de origen español o "gente blanca". Sin embargo, existían otros clases étnicas como pardos, negros e indios.
Según el imaginario colectivo de sus habitantes se ha extendido, de generación en generación, una leyenda que identifica la fundación del pueblo con la de un Cacique, al que llamaban Ortiz, y quien poseía una tribu en la región. Esta fábula es recogida por la historiografía venezolana. Ramón Armando Rodríguez (1957) explica que el poblado "fue fundado por un cacique a quien los españoles llamaban Ortiz, de la misma región, por lo que el incipiente pueblo derivo su nombre de aquel indio..."
Asimismo, Telasco A. MacPerson (1941) dice que, a finales del siglo XV, "se estableció en el valle que está en esta ciudad, un indio de apellido Ortiz, cuyo nombre conservó la población que progresó luego por los esfuerzos de él y de sus descendientes, y de algunos vecinos españoles que allí se radicaron".
Evandro Matute (1971) apunta que el núcleo inicial de su poblamiento hispánico comenzó en el sitio de Puepe y Las Patillas. Ambos lugares son, en nuestros días, dos asentamientos muy antiguos dedicados a la agricultura del pastoreo.
Entre los fundadores de la población se menciona a don Luis Loreto de Silva y Pérez, rico terrateniente y benefactor de la iglesia Santa Rosa de Lima. Nacido en La Victoria, se estableció en Ortiz con su ganadería. Era hijo de don Juan José Loreto Quijano y doña Juana María Pérez, y contrajo matrimonio con doña Juana Velásquez, con quien tuvo ocho hijos: dos mujeres y seis varones. Uno de ellos, don Gabino Loreto Velásquez, también fue considerado fundador y benefactor de la iglesia de Ortiz.
Asimismo, figuran entre los primeros pobladores el capitán Dionisio Ramos, Santos Marchena y las familias Hurtado, Matute, Rodríguez, entre otras. Según consta en documentos históricos, estas tierras —conocidas como el Valle de Ortiz— fueron otorgadas en composición el 29 de mayo de 1714 por el juez Francisco Alonso Gil, subdelegado de Realengos. El título fue expedido a los habitantes del lugar, quienes gestionaron ante el Rey la adquisición de cinco lenguas de tierra, por las cuales debieron realizar pago a la Real Hacienda.
Sin embargo, con el tiempo los documentos perdieron validez, lo que motivó una nueva solicitud de composición y confirmación de las tierras. Esta acción se inició en diciembre de 1786, amparada en el artículo 81 de la Real Hacienda. Finalmente, las tierras fueron concedidas en dominio y propiedad por don Francisco Lucas Sall, subdelegado de la Real Hacienda y de Realengos del pueblo de Ortiz, mediante confirmación y adjudicación en pública subasta "al remate del mejor postor", celebrada por las autoridades el 19 de julio de 1787.
Sin embargo, diecinueve años después, en 1823 se inicia un proceso judicial por la posesión de los terrenos del pueblo de Ortiz contra los vecinos del pueblo de Parapara, emprendido por los vecinos Juan Francisco Rodríguez, Juan Francisco Ramos, Luis José Matute, Remigio de Tovar, Aniceto Rodríguez, entre otros. El litigio judicial se centró por los linderos de ambas localidades, cuya querella causó un conflicto irreconciliable entre ambos vecinos, debido a que los parapareños alegaban tener derechos de propiedad por ser los "más antiguos". Afortunadamente, este pleito culminó en 1843, en una comisión negociadora compuesta por cuatro individuos reconocidos de ambas parroquias.
En resumen, hay que destacar que el problema de la posesión de las tierras del pueblo de Ortiz estuvo allanado de dificultades que, en su debido tiempo, fueron denunciadas ante los tribunales por los propios habitantes. En la documentación existente se encuentran denuncias contra los tenientes de justicia mayor que gobernaron la localidad y que " dominados de la codicia al Tesoro, amontonaban diligencias sucediendo una a otras, sin tener de ellas el mayor fruto y al fin se entorpecía toda operación, dando oído a frívolas oposiciones, que si al principio parecían justas, al fin se hallaban viciosas, sin presentar en ningún tiempo un medio legal que debió ser comprobado dentro de términos justo, al mejor derecho que autorizaba las dichas oposiciones", según exposición presentada por Juan Francisco Ramos y otros apoderados en 1823.

### Los tiempos republicanos
Bajo la etapa republicana, Ortiz pasó a ser distrito, perteneciente a la Villa de Calabozo o el llamado Cantón Sur de San Sebastián de los Reyes, tal como lo expresaba la Constitución de 1812, sancionada el 31 de enero por el Congreso Nacional, la cual dividió el territorio en departamentos, cantones y distritos.
Sin embargo, Ortiz y el resto de las poblaciones del país mantenía su cordón umbilical con las autoridades de la Corona Española. En 1812 – época de la Independencia – el caudillo realista Eusebio Antoñanzas, lugarteniente de Domingo Monteverde, dio órdenes a sus tropas para incendiar la población y causar zozobra entre los habitantes. Fue una de las etapas más oscura del pueblo orticeño. Se cometieron las mayores atrocidades a mujeres, niños y hombres por parte del ejército realista. Sus cuarteles se establecieron en la localidad como centros estratégicos para enfrentar lo que llamaban "sublevación" de los patriotas, liberalizados por Simón Bolívar.
Este hecho histórico – después de la quema del pueblo- causó entre los habitantes un permanente vaivén de angustia y miedo con la entrada y salida de los ejércitos realistas. No obstante, la población de unirá a la causa independentista y comenzará a oír las adhesiones a Bolívar, desde el púlpito de la Iglesia de Nuestra Señora Santa Rosa de Lima. También, la localidad fue el escenario de una batalla sangrienta el 26 de marzo de 1818, cerca del sitio conocido como La Cuesta, donde ambos ejércitos se enfrentaron en una infausto estratagema que no tuvo ganadores ni perdedores a no ser muchas vidas humanas. Entre los numerosos testigos fue don Leandro Marrón.
La participación política del pueblo de Ortiz tuvo su punto de clímax el 30 de noviembre de 1829, cuando Venezuela decidió separarse de Bogotá y desconocer la autoridad de Libertador Simón Bolívar, siendo la localidad orticeña la sexta ciudad que se sumó a este pronunciamiento.
Entre sus figuras más destacadas en la lucha de la Independencia y la Libertad de Venezuela se encuentran: Roso Vilera: "quien hizo toda la guerra con Páez, en Apure y con el mismo Páez alcanzó a Carabobo". Pablo Tovar: "quien luchó en Carabobo y fue hasta al Perú en el ejército auxiliar". José Luis Rodríguez, que según Ricardo Núñez Gómez fue "aquel que secundó en esta tierra, con un puñado de valientes, el grito estentóreo, colosal y formidable, por ese gigante que se llama la Revolución de 1810". Miguel Antonio Pérez, quien después de asombrar en los campos de batalla por la impetuosidad de su genio guerrero, vertía desde el bufete la luz deslumbradora de su talento. Los hermanos Mújica: Hemeregildo, Antolín, José Antonio, y José Santiago. Entre otros como: Santos Utrera, Manuel Maldonado y Policarpio Díaz.
En el año de 1835 se establece la República y Ortiz forma parte del Cantón de San Sebastián de los Reyes (Provincia de Caracas); hasta que Guárico consiguió su autonomía en 1848. Durante ese proceso, el 30 de mayo de 1846, la Junta Comunal de Ortiz y varios vecinos reunidos en la Iglesia Santa Rosa de Lima acordaron solicitar por escrito a la Cámara de Representantes ( antigua Cámara de Diputados) del Congreso Nacional la creación de un nuevo Cantón, introduciendo un anteproyecto de ley basando en la Constitución de 1812. La solicitud de los representantes se centraba en la creación de una nueva unidad política que debía estar compuesta por Ortiz, como capital, junto con los pueblos de Parapara, Barbacoa, El Sombrero, San José y San Francisco de Tiznados.
El respectivo anteproyecto fue sometido a discusión en la Cámara Baja; después pasó al Senado, donde fue recibido y estudiado con las consideraciones elaboradas por la Cámara de Representantes. Una vez hechas las observaciones, la Cámara Alta decidió el 8 de diciembre, promover la creación del nuevo Cantón, con las modificaciones siguientes:
"Esta diputación cree que el proyectado Cantón de Ortiz conforme lo discuten en la honorable Cámara de Representantes, a saber incurriría en una considerable extensión de territorio incapaz de ser administrado bien desde la cabecera" ( Actos Legislativos del Congreso Nacional. Tomo 222).
Sin embargo, el proyecto-Ley fue devuelto a la Cámara Baja para una nueva revisión. El 22 de enero de 1847 se admite en sesión legislativa y el 11 de mayo, la Cámara de Representantes lo aprueba en primera discusión, después de varias intervenciones parlamentarias. Ese mismo 11, la Cámara suspende el debate hasta el año próximo.
En definitiva, fue el 5 de febrero de 1848 cuando el Congreso retoma las discusiones del proyecto-ley, siendo aprobado y sancionado en una sesión ordinaria, el 7 de febrero. Desde ese momento, Ortiz pasó a ser Cantón. Sólo quedaba que el presidente de la República, José Tadeo Monagas, dará el ejecutase y entrada en vigencia a la nueva Ley.
No pasaron muchos días. El 10 de febrero, en horas de la tarde, el presidente revisó el contenido legislativo y, el día siguiente, su firma y ejecutase estaba cumplido. Pero… no fue hasta el 18 de febrero, cuando el presidente Monagas y el secretario del Interior y Justicia, José Tomás Sanabria, decretan: "Desde que se comunique el presente Decreto, queda dividida la actual Provincia de Caracas, Aragua y Guárico y erigido el nuevo cantón Ortiz, con los límites señalados por los artículos de dicha Ley".
Inmediatamente, el gobernador interino de Aragua convocó a una Asamblea Municipal del Cantón de San Sebastián de los Reyes "... para que por esta ley elija cuatro concejales y un procurador municipal, del que se compondrá el Concejo del cantón Ortiz hasta que la Diputación de la Provincia del Guárico a que pertenece dicho cantón designa el número que deba tener, y la Asamblea Municipal de ésta haga nuevas elección. También elegirá aquella Asamblea los dos alcaldes parroquiales para la cabecera del expresado Cantón Ortiz"
El 22 de febrero de 1864, con el triunfo de los federales, la República fue dividida en 20 estados independientes y un Distrito Federal. Guárico pasó por derecho a llamarse Estado. Los cantones reciben el nombre de Departamento y las parroquias en Distrito. Dos años después, en 1866, la Legislación Regional decidió cambiar el nombre de la demarcación política territorial. Ortiz pasó a llamarse Departamento Bermúdez.
En 1872, el general José Anselmo Ruiz - siendo presidente provisional del estado Guárico-, le concedió el título de ciudad, formando parte del Departamento Bermúdez. La población estaba dividida en dos parroquias: La Parroquia Santa Rosa de Lima con 8.042 habitantes y la Parroquia Las Mercedes con 2.121 habitantes. Fue la ciudad más importante del Guárico por su población (más 10 000 habitantes) y su rango cultural y social, contando con cuatro agencias de periódicos, un colegio de francés y tres escuelas( una diurna, nocturna y de señoritas).

### La Ciudad Fénix
En el año de 1873, bajo la presidencia del general Antonio Guzmán Blanco, fue designado presidente del Guárico el joven general Joaquín Crespo Torres, oriundo de Parapara, quien por motivos políticos o por amenaza de una epidemia de fiebre que se cernía en los moradores de Calabozo, dispuso trasladar la capital de aquella ciudad a Ortiz, cuyo decreto data de fecha el 15 de octubre de 1874, siendo legalizada la capital definitivamente en la Constitución del Estado, el 12 de noviembre de 1874.
En 1875, Guárico se estructura políticamente en nueve departamentos y 41 distritos. Las demás capitales departamentales reciben el nombre de villa. El 10 de febrero, bajo el sistema electoral federativo, se producen elecciones en Ortiz, donde resultó elegido para la presidencia del Guárico el barbacoense Antonio Bravo y para el Senado y la Diputación los generales Joaquín Crespo Torres y Tomás José Guillén.
El 12 de diciembre de 1877, la Constitución sancionado en la ciudad de Ortiz repone la capital del estado y asiento de la Gobernación en la ciudad de Calabozo. Luego, vuelve a Ortiz hasta 1888.
El 11 de abril de 1881, el Guárico entra a formar parte del Gran Estado Guzmán Blanco, quedando la entidad desmembrada y pasando la capital, primero a Camatagua y posteriormente, a Villa de Cura. Es así como, en diciembre de 1889, la Legislatura le cambia el nombre por el de Gran Estado Miranda, donde Guárico pasó a ser una simple sección. En 1881, Ortiz contaba con 4.153 habitantes.
Fue Don Fernando Bosh Landa, inteligente villacurano, quien llamó a Ortiz, la ciudad fénix, por la grandeza de sus hijos la cual sobrevivió a los dolores de la Guerra Federal y a la inclemencia de las epidemias que le azotaron, según el testimonio escrito del cronista Ricardo Núñez Gómez, recogido por el periódico El Progreso de Calabozo, en 1886.
A comienzo del siglo XX, la población orticeña fue azotada por la endemia palúdica, produciéndose de inmediato un gran éxodo de sus habitantes a otras poblaciones. En el año 1918, la peste Española acaba definitivamente con la población. Esta tragedia sirvió de inspiración al gran novelista venezolano Miguel Otero Silva, quien el año 1955 publicó su célebre novela Casas Muertas, la cual aparece concebida como una sucesión de estampas en torno al irremisible proceso agónico en que se debatió esta ciudad agreste e histórica, que se denominó La Flor de Los Llanos.
En medio de la lucha por resurgir de la cenizas, en el marzo del año 1938, y por deseos expreso del Gobierno de Guárico, se creó la Junta de Pro-Reconstrucción de Ortiz en el Salón Principal de la Prefectura Civil, con el fin de mejorar el saneamiento de la población e impulsar su desarrollo económico y social. La Junta quedó integrada por Nicanor Rodríguez, presidente; Justo Flores, vicepresidente; Antonio Seijas, tesorero; Augusto Herrera, secretario; Vicente Ramos, subsecretario y vocales: Gabriel Loreto y Antonio Rodríguez.
Para 1947, un joven orticeño Luis Acosta Rodríguez – futuro diputado de la República y escritor bolivariano- llevaría la titánica obra de saneamiento ambiental con la siembra de árboles en la avenida Bolívar de Ortiz y la creación del Centro Cultural Pro-mejoramiento, que fue lugar de cita de grupos musicales y teatrales como el Retablo de Las Maravillas (conocido hoy como Danzas Venezuela), con la actuación de la famosa artista Yolanda Moreno y que dirigió desde siempre el profesor Manuel Rodríguez Cárdenas.
En 1988, el municipio Ortiz pasó a ser autónomo, mediante Ley de División de Político Territorial del estado e integrado por los municipios San José, San Francisco y San Lorenzo de Tiznados. Desde esa época ha sufrido una transformación urbana y un mejoramiento de sus condiciones sociales. Hoy presenta una faz muy diferente a la de Casa Muertas. Es una población moderna y urbana. Su economía primordial es la agropecuaria. Tiene una población de 18.659 habitantes. Su palpitar dinámico, su cotidianidad lugareña y su gente son el espíritu con el cual marcha hacia un nuevo porvenir.

## Comunicaciones
Ortiz se encuentra comunicada con el resto del país a través de la carretera nacional troncal n.º 2. La carretera enlaza Ortiz por el norte con los poblados de Parapara y Flores, así como con la ciudad de San Juan de los Morros. Hacia el sur la carretera lleva de Ortiz a Calabozo.

## Datos
La Novela Casas Muertas de Miguel Otero Silva se desarrolla en esta ciudad.
La Actriz Gabriela Spanic es nacida en este poblado.